# Schwentine

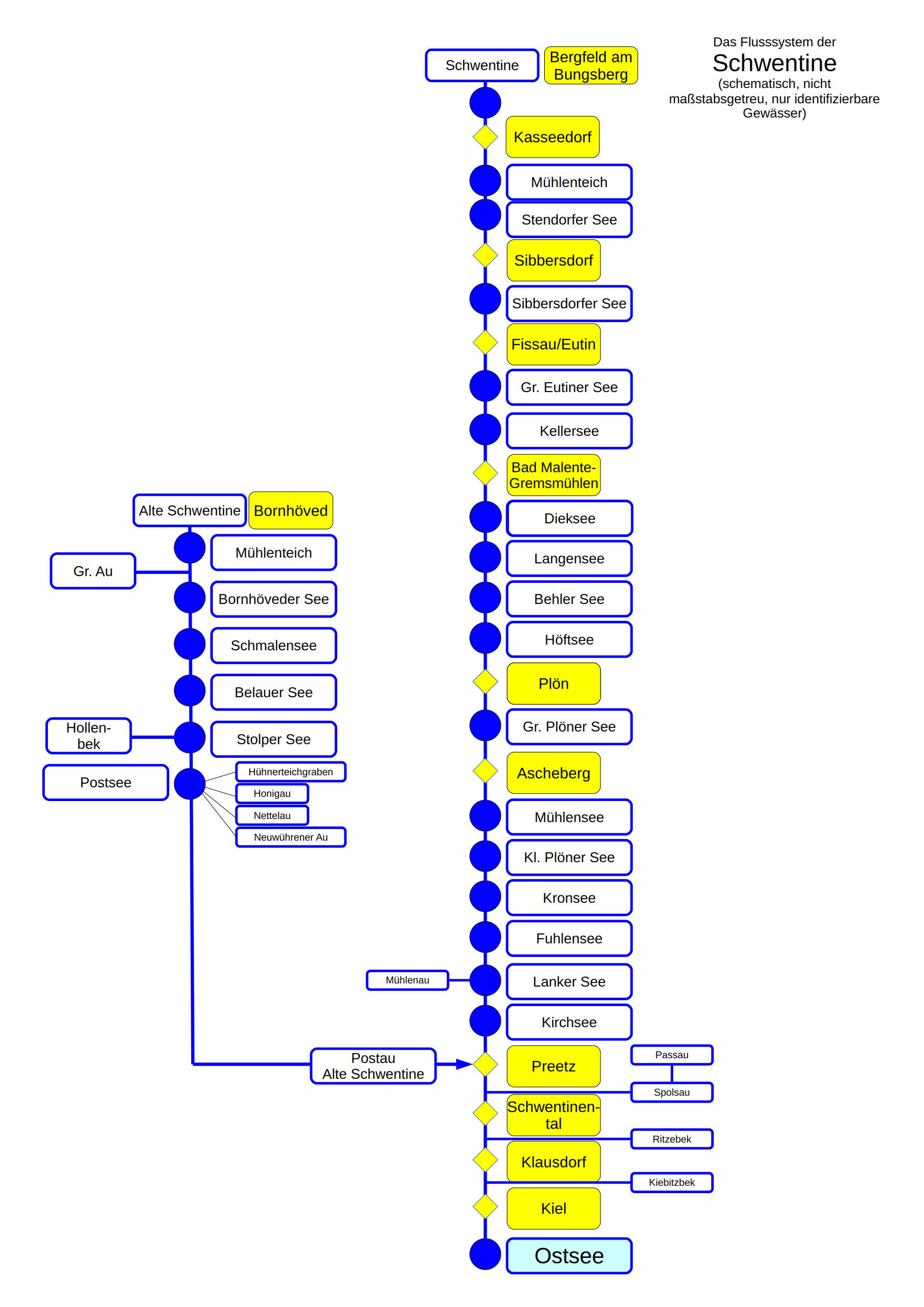
Schematische Darstellung des Flusssystems

Die Schwentine ist mit 124 m Quellhöhe der höchste Fluss und mit 68 km einer der längsten Flüsse Schleswig-Holsteins. Sie entspringt 1,7 km südwestlich des höchsten Punktes des Bundeslandes, des Bungsberges, auf einer Quellwiese nordöstlich des Dorfes Bergfeld (Kasseedorf) und durchfließt die gesamte Holsteinische Schweiz mit zahlreichen großen Seen. Der Fluss fließt durch die Orte Eutin, Bad Malente, Plön, Preetz, Schwentinental (Raisdorf und Klausdorf) und mündet in Kiel zwischen den Stadtteilen Neumühlen-Dietrichsdorf und Wellingdorf in die Kieler Förde (Ostsee).

## Wasserwirtschaft
Für die Trinkwassergewinnung der Stadtwerke Kiel AG hat die Schwentine eine große Bedeutung: In der Nähe von Klausdorf befindet sich seit ca. 1900 das Wasserwerk Schwentinetal.
Obwohl das Schwentinetal auf der gesamten Länge einen außerordentlich naturbelassenen Eindruck macht, ist es eng mit der Industrialisierung der Stadt Kiel verbunden. Zwei als Kulturdenkmale eingestufte Wasserkraftwerke in Schwentinental, Ortsteil Raisdorf, unterhalb des Rosensee, wurden von dem Werftgründer Bernhard Howaldt angelegt, und sind bis heute mit zusammen 2 MW Leistung, erzeugt durch 5 Turbinen, wobei die Größte 1 MW Nennleistung aufweist, in Betrieb.
Die großen Mühlenbetriebe in Kiel wie die Holsatiamühle existieren heute nicht mehr. Die alte Howaldt-Werft (die im HDW-Konzern aufging), von der nur noch die Alte Metallgießerei übrig geblieben ist, wurde als Industriemuseum wiederbelebt. Dank diverser Förderprogramme (z. B. URBAN II) verliert der Bereich Schwentinemündung nach und nach den Charakter einer Industriebrache.
Abgesehen vom unmittelbaren Mündungsgebiet findet auf der Schwentine keine Frachtschifffahrt statt, umso mehr sind Ausflugsschiffe (5-Seen-Fahrt, Schwentinetalfahrt), Paddler und Ruderer anzutreffen.
In der Schwentinemündung sind fünf Bootsvereine mit Hafen ansässig: EWSK (Ellerbek Wellingdorfer Segelklub e.V), SVS (Segel-Verein Schwentinemünde), SFS (Schwentine-Fahrten-Segler Kiel), PTSK (Post und Telekom Sportverein Kiel), WSCE (Wassersportclub Ellerbek) und der 1. KBV (Erster Kieler Bootshafenverein).

## Naturschutz
Der Altarm der Schwentine zwischen Raisdorf und Klausdorf ist ein 1984 als Naturschutzgebiet ausgewiesenes Teilstück der Schwentine. Es erhielt diesen Schutzstatus, da der Gewässerabschnitt aufgrund seiner steilen Uferhänge naturnah verblieben ist und Lebensraum für eine Reihe seltener Pflanzen und Tiere darstellt. Das Gebiet ist 19 Hektar groß. Zu ihm gehören neben dem Flusslauf auch ein Altarm sowie ein Nebenbach, Knicks, krautreiche Ufer- und Hangwälder sowie Kleingewässer.

## Historisches
Der kleine Fluss markierte im Früh- und Hochmittelalter die Grenze zwischen dem deutschen bzw. sächsischen Gebiet, das bei Kiel an die Ostsee stieß, und den slawisch besiedelten Gebieten (Wagrien) im heutigen Ostholstein. Der Name wurde Ende des 11. Jahrhunderts als „flumen Zuentinam“ erstmals schriftlich erwähnt. Auch Namensformen wie Zwentina, Zuentina, Suentana sind historisch belegt. Hey G. führt diese auf das slawische svetina und das altslawische Adjektiv svętŭ mit der Bedeutung „die Heilige, Starke“ zurück. Bronisch bezieht diese zusätzliche Bedeutung auf die starke Strömung, die von allen Bächen in Wagrien nur die Schwentine hat.
Die ursprüngliche Quelle der Schwentine ist nicht am Bungsberg, sondern in der Nähe von Bornhöved zu finden. Die Quelle der heutigen Alten Schwentine ist aus Sicht von Historikern, Naturwissenschaftlern und Sprachforschern die ursprüngliche Quelle der Schwentine.

## Bilder

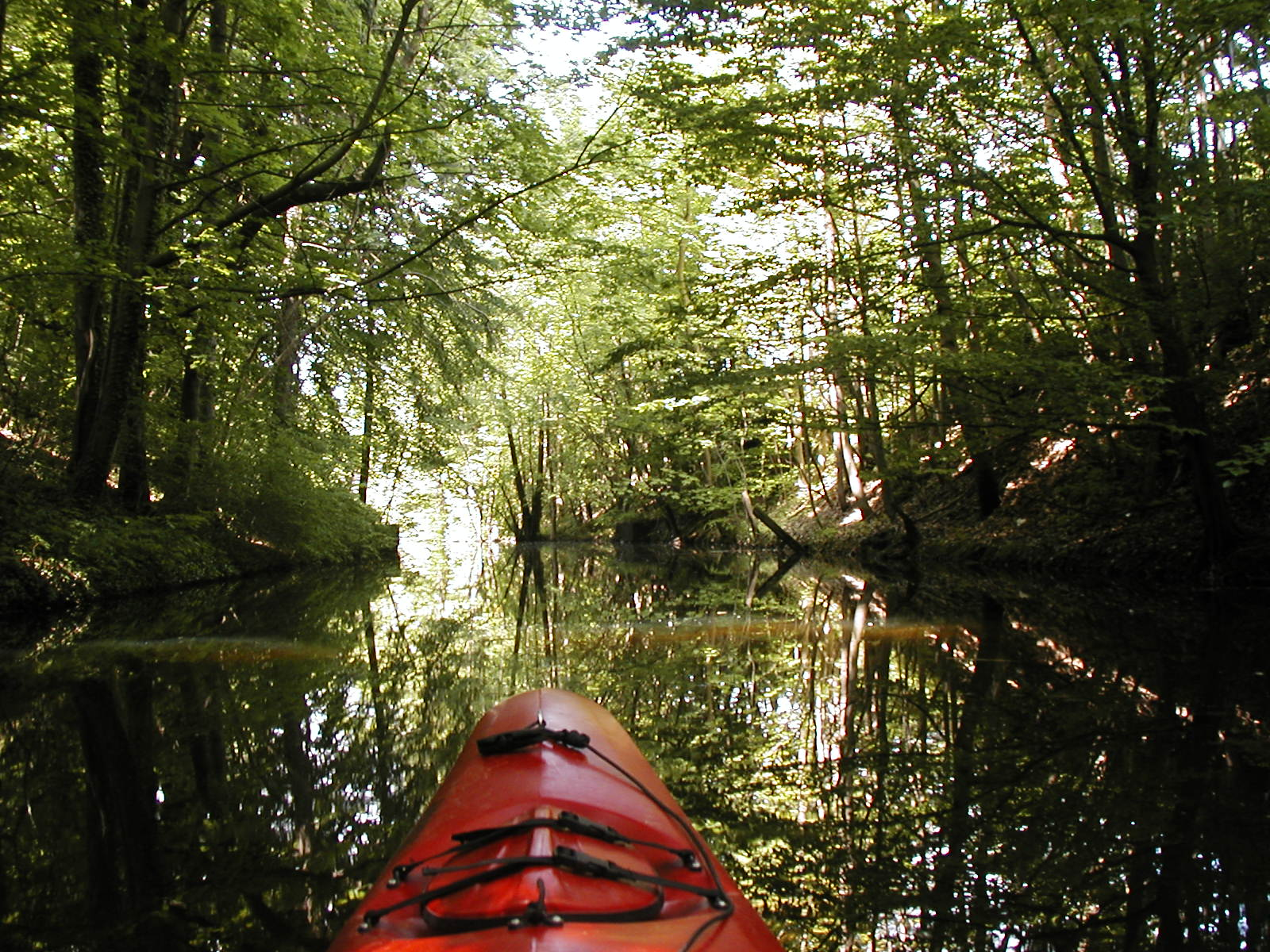
Schwentine bei Bad Malente
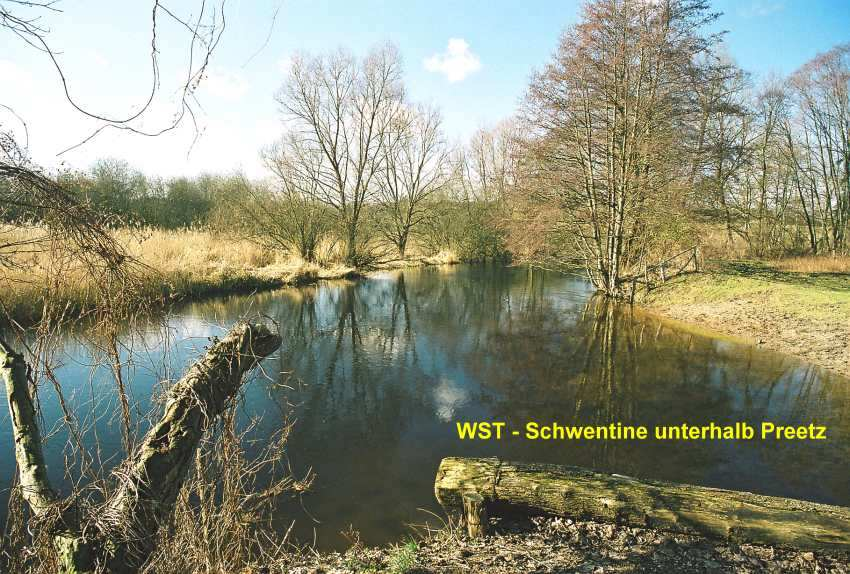
Die Schwentine im Bereich zwischen Preetz und dem Rosensee bei Raisdorf
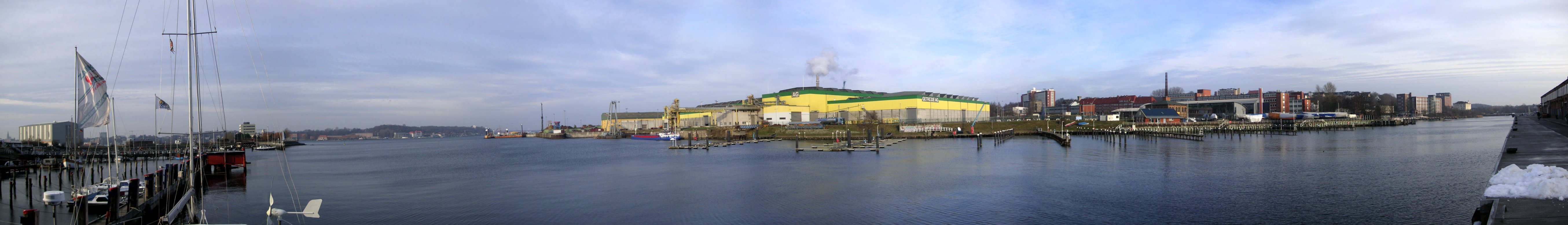
Schwentinemündung am Kieler Seefischmarkt
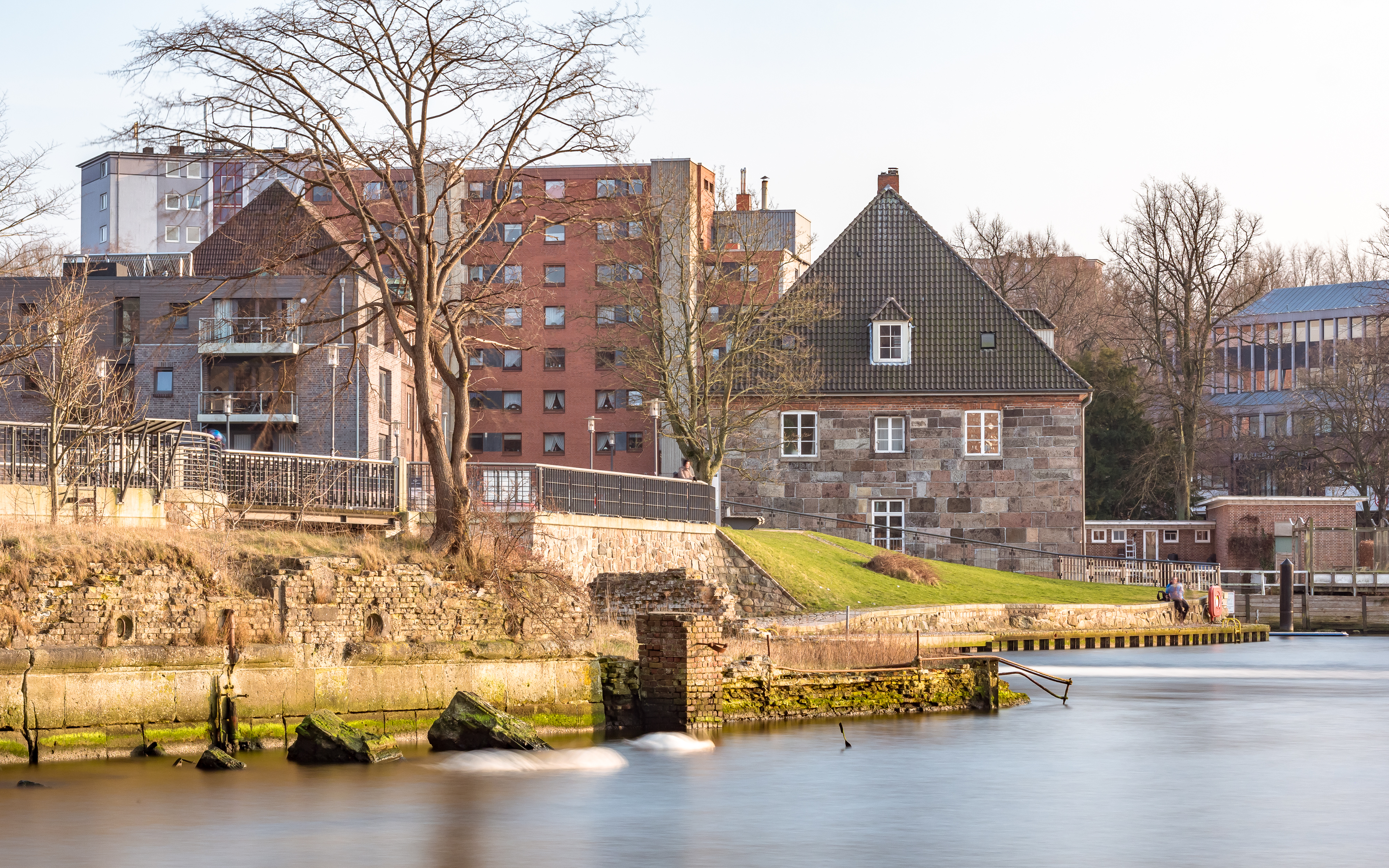
Die Mündung der Schwentine in die Kieler Förde
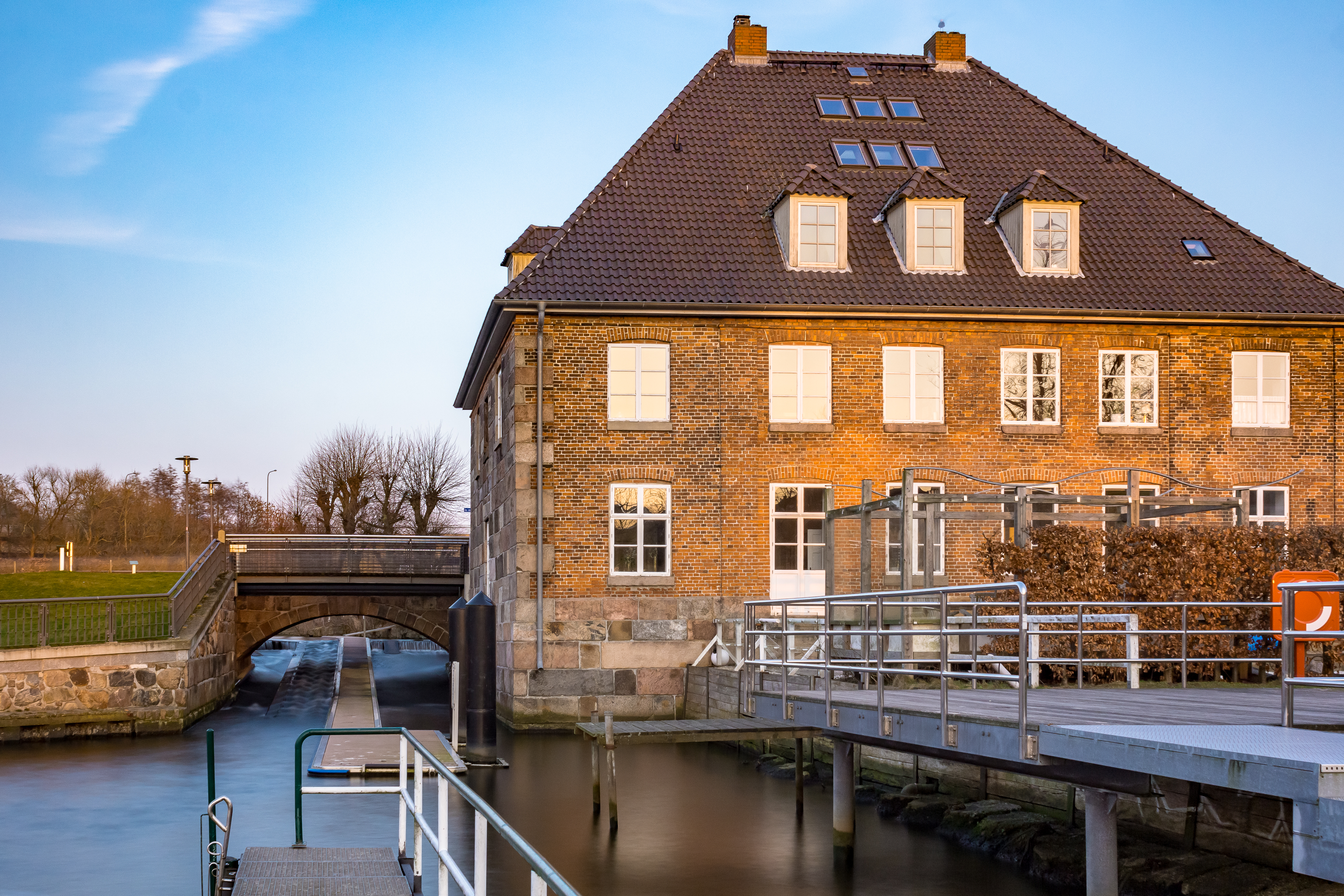
Die „Bootstreppe“ an der Schwentinemündung in die Kieler Förde

## Lauf
Liste der von der Schwentine durchflossenen Seen (Reihenfolge flussabwärts; siehe auch Liste von Seen in Schleswig-Holstein):
| Name                     | Fläche (km²) | Höhe (m ü. NN) | Umfang (km) | Lage                                                                     | Koordinate            | Größte Tiefe |
| ------------------------ | ------------ | -------------- | ----------- | ------------------------------------------------------------------------ | --------------------- | ------------ |
| Mühlenteich (Kasseedorf) |              |                |             |                                                                          | 54° 10′ N, 010° 43′ O |              |
| Stendorfer See           | 0,54         | 32,6           | 3,75        | westlich Kasseedorf, Holsteinische Schweiz                               | 54° 10′ N, 010° 42′ O | 8            |
| Sibbersdorfer See        | 0,60         | 26,8           | 3,8         | nördlich des Großen Eutiner Sees                                         | 54° 09′ N, 010° 39′ O | 7            |
| Großer Eutiner See       | 2,2          | 27             | ca. 11      | östlich von Eutin                                                        | 54° 09′ N, 010° 38′ O | 16           |
| Kellersee                | 5,5          | 24             | 15,5        | 5 km nördlich von Eutin                                                  | 54° 10′ N, 010° 36′ O | 25,8         |
| Dieksee                  | 3,7          | 22             | 11,5        | westlich von Malente                                                     | 54° 10′ N, 010° 31′ O | 38,1         |
| Langensee                |              |                |             |                                                                          | 54° 10′ N, 010° 29′ O |              |
| Behler See               | 2,77         | 22             | ca. 9       | 4 km nordöstlich von Plön                                                | 54° 10′ N, 010° 28′ O | 43           |
| Höftsee                  |              |                |             |                                                                          | 54° 09′ N, 010° 27′ O |              |
| Großer Plöner See        | 28,4         | 21             | 49,6        | südlich Plön                                                             | 54° 08′ N, 010° 25′ O | 56,2         |
| Stadtsee                 |              |                |             |                                                                          | 54° 10′ N, 010° 25′ O |              |
| Schwanensee              |              |                |             | See im Stadtgebiet Plöns zwischen dem Trentsee und dem Großen Plöner See | 54° 10′ N, 010° 25′ O |              |
| Kleiner Plöner See       | 2,39         | 20             | ca. 11      | nordwestlich von Plön                                                    | 54° 10′ N, 010° 23′ O | 31           |
| Kronsee                  | 0,23         | 20             |             |                                                                          | 54° 11′ N, 010° 19′ O | 8            |
| Fuhlensee                | 0,144        | 19,6           |             |                                                                          | 54° 11′ N, 010° 19′ O | 5,3          |
| Lanker See               | 3,7          | 19             | ca. 15      | südlich von Preetz                                                       | 54° 12′ N, 010° 18′ O | 21           |
| Kirchsee                 | 0,10         | 20             |             |                                                                          | 54° 14′ N, 010° 17′ O | 6            |
| Rosensee, ein Stausee    | 0,29         | 18             |             |                                                                          | 54° 17′ N, 010° 15′ O | 5,4          |